# Röhm RG 3
Die Röhm RG 3 ist eine Schreckschusspistole im Kaliber 6 mm Flobert Knall. Sie ist von der Physikalisch-Technischen Bundesanstalt unter der Zulassungsnummer 32-69 (RG3s) bzw. 33 (RG3, ab 7. März 1974) freigegeben, und damit in Deutschland ab dem vollendeten 18. Lebensjahr frei zu erwerben.
Die RG 3 wird seit den 1950er Jahren  weitgehend unverändert gebaut, jedoch in Details modifiziert: so ist es beim aktuellen Modell möglich, das Magazin bei aufgeschraubtem Signalbecher zu wechseln. Es existieren sowohl Modelle in schlicht brüniertem Finish als auch vernickelter bzw. verchromter Oberfläche.
Das Prinzip der RG 3 beruht auf einem horizontalen Magazintransport. Dabei wird das geladene Magazin von vorne in die Waffe eingeführt und ist nach Gebrauch an der Rückseite entnehmbar. Durch die Umlenkung der Munitionsenergie um 90 Grad benötigt diese Waffe keine Laufsperre.